# Praia Norte
Praia Norte este un oraș în Tocantins (TO), Brazilia.